# Kultur- und Kongresszentrum Gera

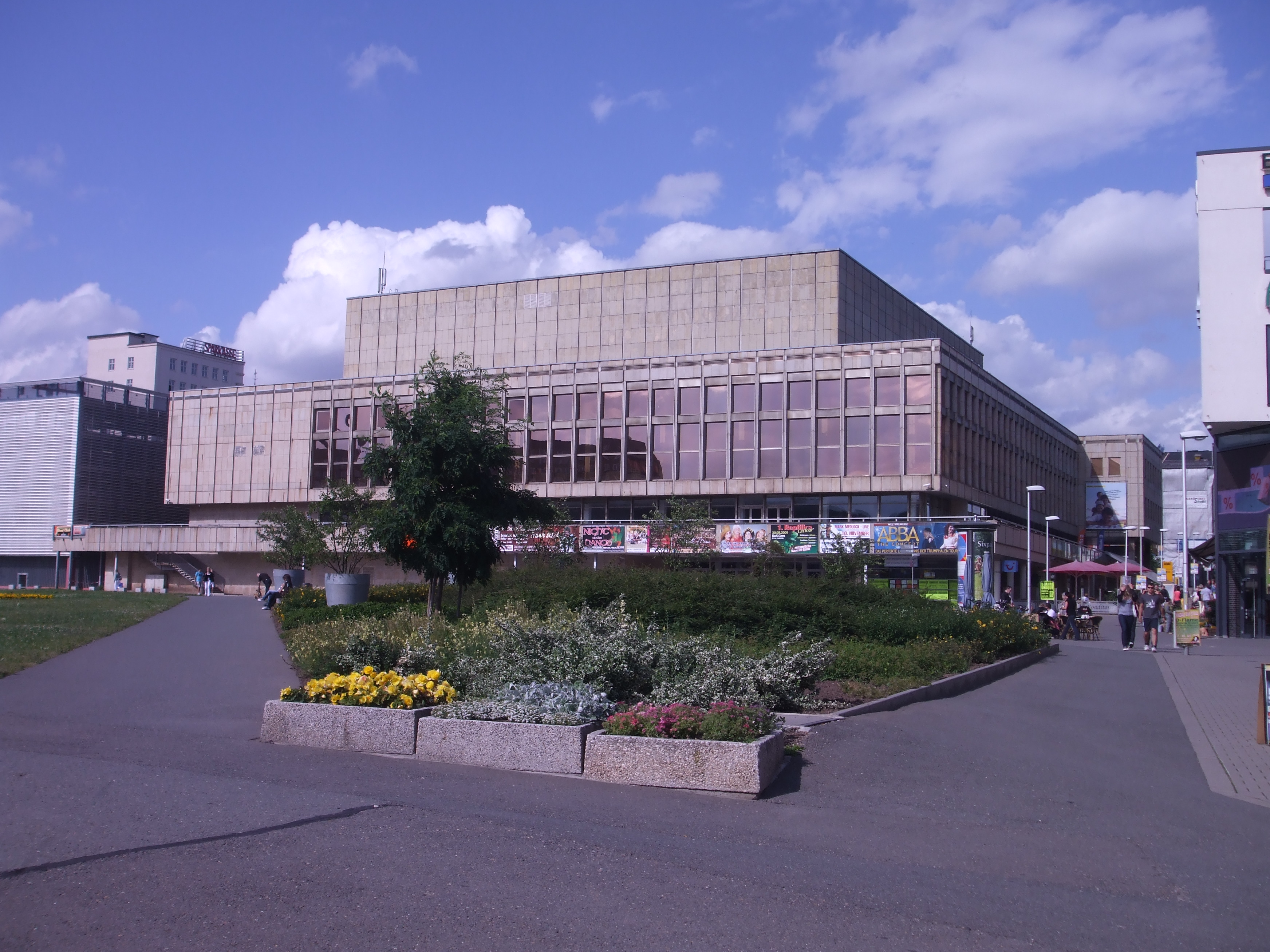
Kultur- und Kongresszentrum Gera

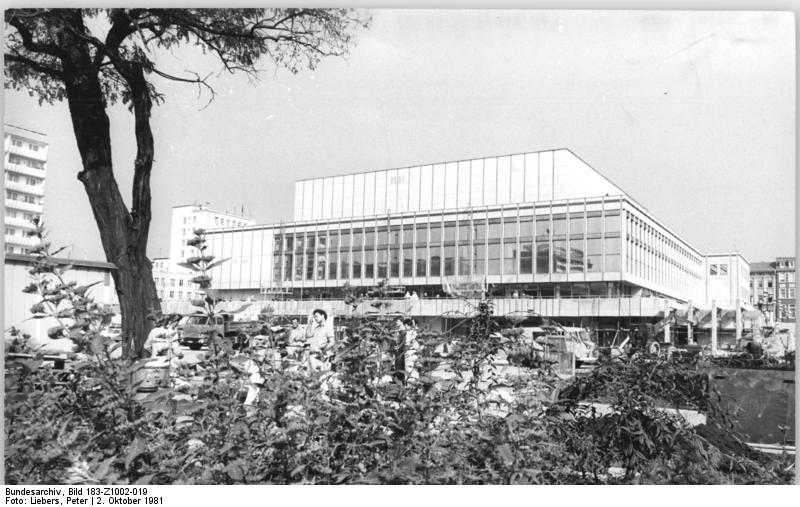
Das damalige „Haus der Kultur“ nach seiner Fertigstellung 1981

Das Kultur- und Kongresszentrum Gera (KuK; ehemals Haus der Kultur bzw. HdK) ist ein Veranstaltungs- und Tagungsgebäude im Stadtzentrum von Gera.

## Geschichte
Es entstand ab 1977 im Zuge der weiteren Ausgestaltung des „sozialistischen Stadtzentrums“ und wurde am 2. Oktober 1981 unter Anwesenheit Kurt Hagers seiner Bestimmung übergeben. Es verfügt über einen Mehrzwecksaal mit 1700 Plätzen, mehrere Gaststätten und einem großen Panoramafoyer. Eine Bowlingbahn wurde um die Jahrtausendwende abgebrochen. Eine Besonderheit ist die 450 m² große Reliefwand „Lied des Lebens“ im Foyer, an deren Ausgestaltung 21 Bildhauer der DDR unter Leitung von Jo Jastram mitgewirkt haben. Ebenso innovativ ist die diagonale Ausrichtung des Hauptsaales im quadratischen Gebäude durch Entwurfsarchitekt Manfred Metzner. Das Gebäude gilt heute als bedeutendes baukünstlerisches Monument der Ostmoderne.
Zu DDR-Zeiten wurden aus dem damaligen Haus der Kultur unter anderem mehrere Ausgaben der alljährlichen Weihnachts-Fernsehshow Zwischen Frühstück und Gänsebraten gesendet. Internationale Bedeutung hatte der Galaabend für das Kinderhilfswerk der Vereinten Nationen 1988, mit Carmen Nebel als Moderatorin und Manfred von Ardenne als Gast. Am häufigen gastierte Frank Schöbel im KuK, die weiteste Anreise hatten Harry Belafonte aus den USA und Howard Carpendale aus Südafrika. Das Haus unterhielt mehrere Amateurtanzensembles, welche bei hauseigenen Showproduktionen und Veranstaltungen auftraten. Überregional bekannt wurde das Jugendballett des Hauses der Kultur Gera durch seine zahlreichen Fernsehauftritte, sowie der Tanzkreis Brilliant.
Heute dient das Kultur- und Kongresszentrum etwa als Austragungsort für Konzerte (vornehmlich aus den Bereichen Schlager und volkstümliche Musik, aber auch jüngere Künstler wie Annett Louisan oder Ich+Ich); Auftritte von Komikern, Zauberkünstlern o. Ä.; Publikumsmessen (Autoausstellung „Autofrühling“; Reisemesse) oder politische Veranstaltungen (wie den PDS-Bundesparteitag 2002; siehe Geraer Dialog).
Am 14. September 2025 richtet die Deutsche Stiftung Denkmalschutz die bundesweite Eröffnungsfeier für den Tag des offenen Denkmals® 2025 vor dem Gebäude aus.

## Raumakustik
Für die Planung der raumakustischen Ausstattung des Gebäudes (großer Saal, kleiner Saal „Treffpunkt“ – inzwischen nicht mehr existent, Foyers) zeichnete Gisela Herzog vom Rundfunk- und Fernsehtechnischen Zentralamt der Deutschen Post in Berlin-Adlershof verantwortlich. Ebenfalls unter Gisela Herzogs raumakustischer Planung entstanden die Säle in der Stadthalle Chemnitz und die Säle sowie Produktions- und Sendestudios im Funkhaus Nalepastraße in Berlin-Oberschöneweide. Alle genannten Säle weisen eine sehr hochwertige Raumakustik auf, die Säle und Studios im Funkhaus Nalepastraße gelten als zu den weltweit akustisch besten gehörend.
Über den Großen Saal im Kultur- und Kongresszentrum Gera heißt es in einer die Planungs-, Bau- und Inbetriebnahmephase abschließenden Publikation:

„Alle zu beurteilenden Parameter während eines Konzertes, bei dem der Saal zu etwa 75% mit Zuhörern besetzt war, ergaben auf allen Testplätzen geringfügige Abweichungen jeweils vom Best- bzw. Optimalwert. Der akustische Gesamteindruck wurde mit 1,8 innerhalb einer 5teiligen Skala bewertet, wobei die Ziffer 1 dem Bestwert entspricht. [...] Deshalb kann als Ergebnis aus objektiven und subjektiven Untersuchungen festgestellt werden, daß durch eine gute Zusammenarbeit zwischen Architekten, Projektanten und Akustikern ein Mehrzwecksaal geschaffen wurde, in dem auch Konzerte mit ausgezeichneter Klangqualität dargeboten werden können.“

## Architektur
Das Kultur- und Kongresszentrum Gera, früher Haus der Kultur Gera, ist ein vielseitig konzipierter Kulturbau, der als Stadthalle, Klub- und Ausstellungshaus sowie Restaurantkomplex dient. Es wird als hervorragendes Beispiel der DDR-Architekturmoderne betrachtet.
Architektonisch zeichnet sich das Haus durch seine elegant-moderne Gestaltung und multifunktionale Nutzungsvielfalt aus. Ein wesentliches Merkmal ist das Entwurfsprinzip der „Umhüllung“ des Saalbaukörpers, das als Charakteristikum der Spätmoderne gilt. Dieses Konzept führte zur Verklammerung, Unterlagerung und Integration der Funktionen innerhalb des Gebäudes, beispielsweise durch den Einbau von Gaststätten in das Erdgeschoss.
In seiner städtebaulichen Entwicklung rückte das zunächst als freistehender Bau an der „Straße der Republik“ geplante Kulturhaus immer näher an das Raumgefüge der Altstadt heran. Die Ostseite des Gebäudes ist heute die Fassade der Schlossstraße und bezieht sich in ihrer Traufhöhe und den Fensterformen auf die gegenüberliegende Altbaufront. Trotz dieser Annäherung wurde an der Einheit der kubischen Baukörper und der Fassadengliederungfestgehalten, was als kennzeichnend für das spätmoderne Denken der Entwerfer gilt.
Die äußere Gestaltung des Hauses wurde maßgeblich von Bauminister Wolfgang Juncker beeinflusst, der die Verkleidung mit Sandsteinplatten sowie die Gliederung durch Profile und Fensterrahmungen aus braun eloxiertem Aluminium vorschlug. Die Bedeutung des Hauses wird dadurch unterstrichen, dass es zur Mitte der 1970er Jahre, neben Projekten in Berlin und Leipzig, das einzige Großprojekt dieser Kategorie in der gesamten DDR war.
Die städtebaulichen Pläne für das Zentrum Geras, zeigen eine Entwicklung der Baukörper- und Raumauffassung von den späten 1950er bis zu den frühen 1980er Jahren. Frühe Planungen umfassten die Anwendung der Großblockbauweise für höhere Gebäude und später Entwürfe im rationalistischen Stil der 1960er Jahre mit lang gestreckten Bürohäusern und Punkthochhäusern. Letztendlich wurde ein einfacheres Konzept realisiert, bei dem breite P 2-Wohnhochhäuser den Straßenraum fassten und das Kulturhaus näher an die Altstadt herangeschoben wurde.
Die Innengestaltung umfasste einen diagonal gerichteten Saal von sechseckiger Grundform mit maximal 1.683 Plätzen, der nach dem Vorbild des Großen Saals im „Palast der Republik“ gestaltet war, ohne jedoch in der Fassade des kubischen Baus in Erscheinung zu treten. Das Foyer enthielt unter anderem die Relief-Komposition „Lied des Lebens“.
Die Konzeption des „Haus der Kultur“ erfolgte durch Lothar Bortenreuter (Städtebau), Manfred Metzner und Günter Ignaczak (Studie), Günther Gerhardt, Karlheinz Günther, Gerd Kellner und Günter Meisgeier mit ihren Kollektiv-Mitarbeitern.
Das Buch HdK – Haus der Kultur Gera mit zahlreichen Plänen, neuen und alten Architekturfotos stand auf der Shortlist des European architectural book award des Deutschen Architektur Museums Frankfurt am Main und ist in der Geraer Stadtinformation erhältlich. Der Bau des Hauses wurde vom Hausfotograf Wolf Dieter Volkmann dokumentiert. Sein Sohn Louis Volkmann verwaltet sein Archiv und fertigte 2020 zahlreiche neue umfassende Architekturfotografien der Räumlichkeiten an.

### Kunst am Bau
Im Kultur- und Kongresszentrum (KuK) Gera befindet sich mit dem Wandrefief "Lied des Lebens" ein einmaliges großflächiges Kunst-am-Bau-Projekt aus der DDR-Zeit. Die insgesamt 450 Quadratmeter große Kalksteinwand erstreckt sich über drei Stockwerke im Treppenhaus und Foyer des Gebäudes. Sie wurde in den 1980er-Jahren von 25 Bildhauern und Bildhauerinnen und einem Steinmetzmeister gestaltet. Das Relief setzt sich aus 89 Einzelelementen zusammen, die in gemeinschaftlicher Arbeit entstanden.
Die künstlerische Leitung übernahm Jo Jastram, ein Bildhauer aus Rostock, der 1977 an der documenta in Kassel teilgenommen hatte. Zu den beteiligten Künstlern gehörten unter anderem Joachim Kuhlmann, Marguerite Blume-Cárdenas, Christa Sammler, Sonja Eschfeld, Einhard Hopfe und Karl-Heinz Appelt.
Die Herstellung und Umsetzung des Kunstwerks erfolgten vollständig vor Ort. Neben der großflächigen Wandgestaltung wurden im Zuge der künstlerischen Ausgestaltung auch kleinere Objekte im Haus geschaffen, darunter Türknäufe und -griffe in figürlicher Ausarbeitung. Diese zeigen menschliche Gestalten in teils surrealen Szenen.
Bis heute ist das Relief in seiner ursprünglichen Form erhalten.

## Modernisierung

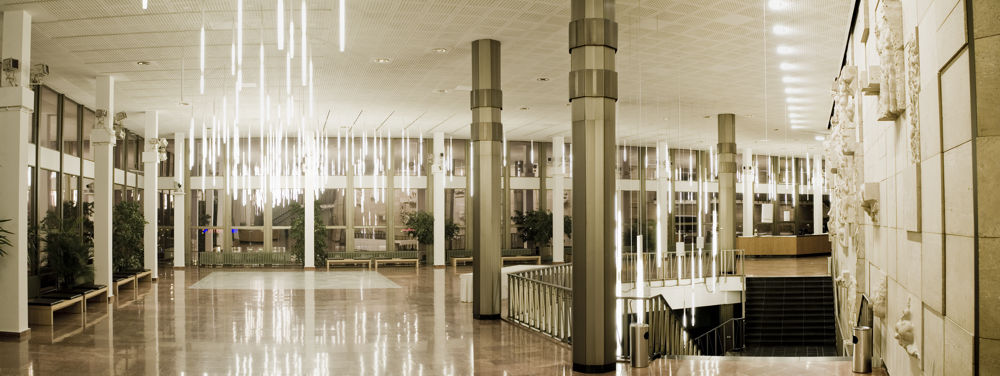
Foyer 2 nach Modernisierung (Lichtregen; Dezember 2007)

Im Jahr 2006 beschloss die Stadt Gera, das Kultur- und Kongresszentrum Gera mit kleinen Investitionen Schritt für Schritt zu sanieren, um die Attraktivität des Veranstaltungsorts zu erhalten.
Die umfangreichste Modernisierung war der Austausch des Beleuchtungssystems in den beiden Foyers des Gebäudes, der von Mai bis November 2007 dauerte. Das alte Beleuchtungssystem aus dem Eröffnungsjahr basierte auf einer Vielzahl von Glühlampen und war wegen der hohen Ausfallrate und der schlechten Energieeffizienz nicht mehr zeitgemäß.
Das neue Beleuchtungssystem Lichtregen wurde von Produktdesign-Studenten der Bauhaus-Universität Weimar entworfen und basiert auf 160 Sonderleuchten mit dimmbaren Leuchtstofflampen sowie auf einem gestalterischen Konzept, wie diese Leuchten in den Foyers angeordnet werden. Dieses Beleuchtungssystem sollte in erster Linie die Wirtschaftlichkeit erhöhen, zudem jedoch die Attraktivität des Gebäudes steigern.
Im Zuge des Leuchteneinbaus wurden weitere umfassende Renovierungsarbeiten in den Foyers durchgeführt. Die schrittweise Modernisierung anderer Gebäudeteile dauert an.
Anfang 2025 begannen die Planungsarbeiten für die umfassende Sanierung des gesamten Gebäudekomplexes. Ziel ist das 50-jährige Jubiläum des KuK im Jahr 2031 im Haus angemessen feiern zu können.

## Film
- Katrin Rothe: DocuMe - Laura, Linda, Gera und ich, 3Sat 2025,
- TLM Gera, 40 Jahre Haus der Kultur in Gera, YouTube 2022
- DRA 034118: Für die Kinder der Welt, Galaabend für das Kinderhilfswerk der Vereinten Nationen, 5.12.1988
- DRA 029905: Junge Leute mit Pfiff, 7.6.1989